# Symphyodon scaber
Symphyodon scaber är en bladmossart som beskrevs av Si He och Jerry Allen Snider 1992. Symphyodon scaber ingår i släktet Symphyodon och familjen Daltoniaceae. Inga underarter finns listade i Catalogue of Life.